# BTV (Bank für Tirol und Vorarlberg)
BTV (Bank für Tirol und Vorarlberg) is een regionale Oostenrijkse bank die in 1904 als een beursgenoteerde bank werd opgericht. In de periode tussen de twee wereldoorlogen groeide de bank en bouwde het zijn marktpositie uit.
Tegenwoordig heeft BTV een netwerk van filialen in de provincies Tirol (26) en Vorarlberg (8). In 1989 heeft de bank ook een filiaal in Wenen geopend.
In de 21ste eeuw is men begonnen met filialen in het buitenland. In 2004 voor het eerst in Zwitserland en in 2006 is men met een paar filialen in het zuiden van Duitsland begonnen.
In het Italiaanse Zuid-Tirol heeft men onder andere in Bozen een filiaal.
BTV heeft samen met de Oberbank en de Bank für Kärnten und Steiermark een samenwerkingsverband die bekendstaat als de drie banken groep.